# Ignace Bessi Dogbo

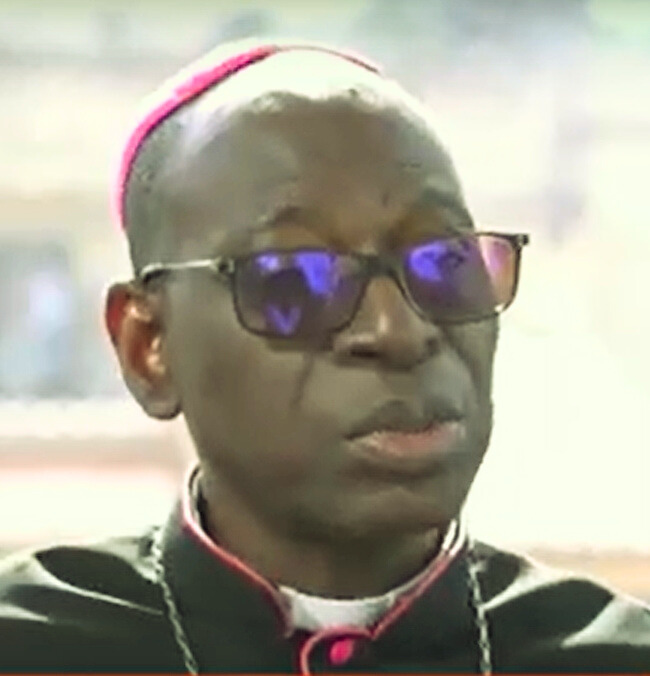
Erzbischof Ignace Bessi Dogbo (2024)

Ignace Kardinal Bessi Dogbo (* 17. August 1961 in Niangon-Adjamé, Elfenbeinküste) ist ein ivorischer Geistlicher und römisch-katholischer Erzbischof von Abidjan.

## Leben
Ignace Bessi Dogbo empfing am 2. August 1987 durch Bischof Laurent Akran Mandjo das Sakrament der Priesterweihe für das Bistum Yopougon.
Am 19. März 2004 ernannte ihn Papst Johannes Paul II. zum Bischof von Katiola. Der Bischof von Yopougon, Laurent Akran Mandjo, spendete ihm am 4. Juli desselben Jahres in Yopougon die Bischofsweihe; Mitkonsekratoren waren der Weihbischof in Abidjan, Joseph Yapo Aké, und der emeritierte Bischof von Katiola, Jean-Marie Kélétigui. Die Amtseinführung erfolgte am 10. Juli 2004.
Ab dem 12. Oktober 2017 verwaltete er zusätzlich für mehr als drei Jahre das vakante Erzbistum Korhogo als Apostolischer Administrator. Papst Franziskus ernannte ihn am 3. Januar 2021 zum Erzbischof von Korhogo. Die Amtseinführung fand am 14. Februar desselben Jahres statt.
Am 20. Mai 2024 ernannte ihn Papst Franziskus zum Erzbischof von Abidjan. Die Amtseinführung fand am 3. August desselben Jahres statt. Das Erzbistum Korhogo verwaltete er noch bis zur Amtseinführung seines Nachfolgers am 5. April 2025 als Apostolischer Administrator.
Papst Franziskus nahm ihn am 7. Dezember 2024 als Kardinalpriester in das Kardinalskollegium auf. Als Titelkirche wies ihm der Papst die Kirche Santi Mario e Compagni Martiri zu. Die Besitzergreifung seiner Titelkirche fand am 14. Juni des folgenden Jahres statt.
Am 11. Januar 2025 berief ihn der Papst zum Mitglied des Dikasteriums für die Glaubenslehre.